# CEV Champions League 2012-2013 (maschile)
La CEV Champions League di pallavolo maschile 2012-2013 è stata la 54ª edizione del massimo torneo pallavolistico europeo per squadre di club; iniziata con la fase a gironi il 23 ottobre 2012, si è conclusa con la final-four di Omsk, in Russia, il 17 marzo 2013. Al torneo hanno partecipato 28 squadre e la vittoria finale è andata per la prima volta al Volejbol'nyj klub Lokomotiv Novosibirsk.

## Sistema di qualificazione
All'edizione del 2012-2013 hanno preso parte 28 squadre provenienti dalle 54 federazioni affiliate alla CEV. Per ogni federazione hanno partecipato un certo numero di club a seconda della Ranking List aggiornata annualmente; federazioni con un coefficiente maggiore hanno avuto più club rispetto a quelle con un punteggio minore. Il massimo di compagini per ogni nazione è di tre, privilegio riservato per questa edizione solo all'Italia, anche se grazie alla wild card hanno goduto di tre squadre anche il Belgio, la Polonia e la Russia.
Di seguito è riportato lo schema di qualificazione (su base Ranking List 2012):
- Posizione 1 ( Italia): 3 squadre
- Posizioni 2-5 ( Belgio,  Francia,  Polonia,  Russia,  Turchia): 2 squadre
- Posizioni 6-9 ( Austria,  Germania,  Rep. Ceca,  Romania,  Serbia,  Slovenia,  Spagna): 1 squadra

Le wild cards sono state assegnate al Belgio, alla Bulgaria, alla Germania, al Montenegro, alla Polonia, alla Romania e alla Russia.

## Squadre partecipanti
| - Skra Bełchatów - Stella Rossa - Charlottenburg - Budvanska rivijera - České Budějovice - Tomis Costanza - Piemonte | - Marek Junion-Ivkoni - Tirol - Fenerbahçe - Friedrichshafen - Zenit-Kazan - ZAKSA - Asse-Lennik | - ACH Volley - Maaseik - Lube - Dinamo Mosca - Lokomotiv Novosibirsk - Roeselare - Asseco Resovia | - Arago de Sète - Arkas - Teruel - Trentino - Tours - Unterhaching - Remat Zalău |

## Fase a gironi
Il 29 giugno 2012 si sono tenuti a Vienna i sorteggi dei gironi.

### Gironi
| Girone A                                    | Girone B                                                                 | Girone C                          | Girone D                                 | Girone E                                              | Girone F                                 | Girone G                                          |
| ------------------------------------------- | ------------------------------------------------------------------------ | --------------------------------- | ---------------------------------------- | ----------------------------------------------------- | ---------------------------------------- | ------------------------------------------------- |
| Friedrichshafen Tirol Zenit-Kazan Roeselare | Charlottenburg Budvanska rivijera České Budějovice Lokomotiv Novosibirsk | Stella Rossa ZAKSA Tours Trentino | Asse-Lennik ACH Volley Lube Unterhaching | Skra Bełchatów Tomis Costanza Fenerbahçe Dinamo Mosca | Marek Junion-Ivkoni Maaseik Arkas Teruel | Piemonte Asseco Resovia Arago de Sète Remat Zalău |

## Play-off a 12
I sorteggi per gli accoppiamenti dei playoff a 12 si sono svolti il 13 gennaio 2012 a Lussemburgo ( Lussemburgo), alla presenza del comitato esecutivo della CEV. In quest'occasione è stata anche scelta la città russa di Omsk come organizzatrice della Final Four. Conseguentemente la squadra del Volejbol'nyj klub Lokomotiv Novosibirsk, vincitrice del girone B, è stata qualificata d'ufficio alle semifinali; il suo posto nel sorteggio è stato preso dalla migliore sesta seconda, l'Arkas Spor Kulübü, proveniente dal girone F.

### Squadre qualificate
- Piemonte
- Arkas[3]
- Zenit-Kazan
- ZAKSA
- Lube
- Dinamo Mosca[3]

## Play-off a 6

### Squadre qualificate
- Piemonte[4]
- Zenit-Kazan
- ZAKSA
- Lokomotiv Novosibirsk[5]

## Final-four
La final-four si è disputata ad Omsk ( Russia) e gli incontri si sono svolti al SKK Vladimir Blinov. Le semifinali si sono giocate sabato 16 marzo, mentre la finale 3º/4º posto e la finalissima si sono giocate domenica 17 marzo.
Gli accoppiamenti della final-four, stabiliti dal regolamento CEV, hanno previsto che in caso di qualificazione di due squadre della stessa nazione, queste si incontrino in semifinale: questa eventualità si è verificata tra le squadre russe del Lokomotiv Novosibirsk e Zenit Kazan.

### Finali 1º e 3º posto
|  | Semifinali            | Semifinali            | Semifinali            |                       |          | Finale             | Finale             | Finale             |  |
|  |                       |                       |                       |                       |          |                    |                    |                    |  |
|  | Piemonte              | Piemonte              | 3                     |                       |          |                    |                    |                    |  |
|  | Piemonte              | Piemonte              | 3                     |                       |          |                    |                    |                    |  |
|  | ZAKSA                 | ZAKSA                 | 2                     |                       |          |                    |                    |                    |  |
|  | ZAKSA                 | ZAKSA                 | 2                     |                       | Piemonte | Piemonte           | 2                  |                    |  |
|  |                       |                       |                       |                       | Piemonte | Piemonte           | 2                  |                    |  |
|  |                       |                       | Lokomotiv Novosibirsk | Lokomotiv Novosibirsk | 3        |                    |                    |                    |  |
|  | Zenit-Kazan           | Zenit-Kazan           | Lokomotiv Novosibirsk | Lokomotiv Novosibirsk | 3        | 2                  |                    |                    |  |
|  | Zenit-Kazan           | Zenit-Kazan           |                       |                       |          | 2                  |                    |                    |  |
|  | Lokomotiv Novosibirsk | Lokomotiv Novosibirsk | 3                     |                       |          | Finale 3º/4º posto | Finale 3º/4º posto | Finale 3º/4º posto |  |
|  | Lokomotiv Novosibirsk | Lokomotiv Novosibirsk | 3                     |                       |          |                    |                    |                    |  |
|  |                       |                       |                       |                       |          |                    |                    |                    |  |
|  |                       |                       |                       |                       |          | ZAKSA              | ZAKSA              | 1                  |  |
|  |                       |                       |                       |                       |          | ZAKSA              | ZAKSA              | 1                  |  |
|  |                       |                       |                       |                       |          | Zenit-Kazan        | Zenit-Kazan        | 3                  |  |

## Premi individuali
| Premio                | Giocatore         | Squadra               |
| --------------------- | ----------------- | --------------------- |
| MVP                   | Marcus Nilsson    | Lokomotiv Novosibirsk |
| Miglior realizzatore  | Marcus Nilsson    | Lokomotiv Novosibirsk |
| Miglior attaccante    | Antonin Rouzier   | ZAKSA                 |
| Miglior muro          | David Lee         | Zenit-Kazan           |
| Miglior servizio      | Luiz Fonteles     | ZAKSA                 |
| Miglior palleggiatore | Aleksandr But'ko  | Lokomotiv Novosibirsk |
| Miglior ricevitore    | Jurij Berežko     | Zenit-Kazan           |
| Miglior libero        | Daniele De Pandis | Piemonte              |